# Avventura dinamica

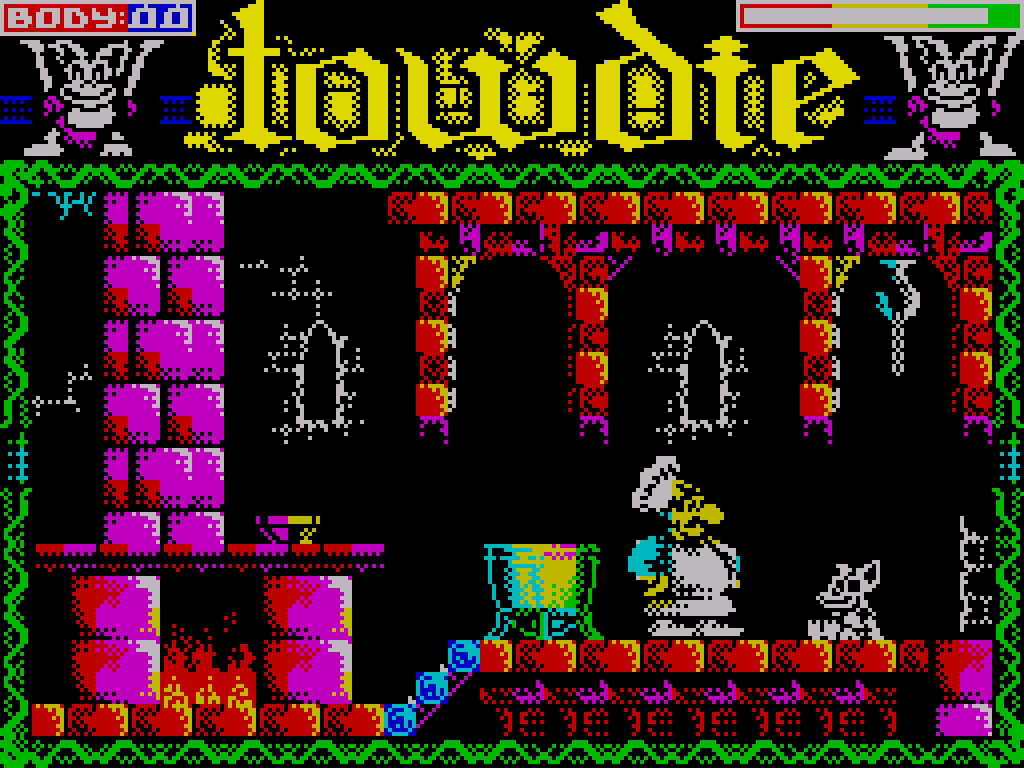
Towdie, un'avventura dinamica per ZX Spectrum

Un'avventura dinamica (o avventura arcade) è un tipo di videogioco che combina elementi del genere avventura e del genere azione. Vengono infatti chiamati anche videogiochi di azione-avventura (o action-adventure in inglese). Il genere è molto vario e diffuso già dagli anni ottanta.

## Caratteristiche
Tipicamente:
- le avventure pure hanno una trama complessa e pongono il giocatore in situazioni da risolvere col solo ragionamento, senza rapidità di movimenti. Se c'è anche dell'azione, in genere è limitata solo a episodi isolati.[3]
- i giochi d'azione sono basati su interazioni in tempo reale e richiedono riflessi pronti.[4]
- le avventure dinamiche coinvolgono sia il ragionamento sia i riflessi, in situazioni sia violente sia pacifiche.

Quindi, anche se sono necessarie azioni basate sui riflessi (spesso riguardanti il combattimento o l'evitare altri pericoli), il gameplay segue canoni tipici delle avventure: raccolta di oggetti, esplorazione e interazione con l'ambiente, dialoghi con i personaggi, soluzione di enigmi. I controlli di gioco sono di tipo arcade (movimento diretto del personaggio con pochi rapidi comandi), ma ci sono degli obiettivi complessi da raggiungere, e non solo il semplice accumulo dei punti. Spesso anche nelle avventure grafiche si controlla un personaggio che si può muovere direttamente, ma in quel caso l'abilità e la rapidità nei movimenti non sono necessarie come nelle avventure dinamiche.
Il tipo di visuale varia notevolmente: può essere panoramica, in prima persona (come in un FPS), in terza persona, a scorrimento, o anche isometrica.

## Titoli celebri
Il primo videogioco conosciuto di questo tipo è Adventure per Atari 2600, del 1979.
Alcuni titoli celebri sono quelli appartenenti a serie come Grand Theft Auto, Tomb Raider, Assassin's Creed, Uncharted, Far Cry, Prince of Persia, God of War, Alone in the Dark, Metroid, Beyond Good & Evil, Marvel's Spider-Man, The Last of Us e The Legend of Zelda e alcuni videogiochi appartenenti alla serie Sonic the Hedgehog come Shadow the Hedgehog.